# Государственная дума Российской Федерации III созыва
Государственная дума Российской Федерации 3-го созыва — российский высший законодательный и представительный орган, палата Федерального собрания Российской Федерации, избранная 19 декабря 1999 года.
Полное официальное название: Государственная Дума Федерального Собрания Российской Федерации третьего созыва. 
Срок полномочий:
- Дата начала: 18 января 2000 года. Избрана сроком на четыре года.
- Дата окончания: 29 декабря 2003 года.

Заседания проводились: с 18 января 2000 года по 11 декабря 2003 года. Первое заседание по традиции открыл старейший депутат созыва — представитель КПРФ, 79-летний Егор Лигачёв.
Председатель: Селезнёв, Геннадий Николаевич, фракция КПРФ (с 4 июня 2002 года — независимый депутат). Избран 18 января 2000 года Постановлением Государственной думы № 6-III ГД.

## Деятельность Думы
Избиралась на 4 года. Большинство депутатов входили в состав центристского большинства. За период работы палаты было принято 805 законов, из них президентом России подписано свыше 700.
В 2000 году Госдума приняла внесённые президентом Путиным решения об изменении порядка формирования Совета Федерации (вместо руководителей исполнительной и законодательной властей регионов в палату были делегированы их представители), ввела единый плоский налог на доходы физических лиц в размере 13 % (ранее действовала прогрессивная шкала). В последующие годы были приняты Трудовой кодекс и Земельный кодекс. В мае 2000 года утверждён премьер-министр Михаил Касьянов. Приняты поправки к избирательному законодательству (утверждено увеличение проходного барьера для избирательных списков до 5 % после выборов 2003 года). В декабре 2000 года Государственная дума также приняла законы о государственной символике: официально утвердила в качестве государственного флага бело-сине-красное полотнище, в качестве государственного гимна — вновь написанные слова С. В. Михалкова на музыку советского гимна, в качестве герба — золотого двуглавого орла в червлёном щите, в качестве военно-морского флага — андреевский флаг. Принят Федеральный закон № 40-ФЗ от 25 апреля 2002 года «Об обязательном страховании гражданской ответственности владельцев транспортных средств».
Важным событием стала ратификация российско-американского Договора о сокращении стратегических наступательных потенциалов.
Неудачей закончилась попытка вынести ноту недоверия правительству Михаила Касьянова, инициированный фракцией КПРФ и поддержанный «Яблоком».

## Состав

### Фракции и группы
| Фракция                                      | Число депутатов | В процентах |
| Коммунистическая партия Российской Федерации | 113             | 25,11 %     |
| Единство                                     | 73              | 16,22 %     |
| Отечество — Вся Россия                       | 66              | 14,67 %     |
| Союз правых сил                              | 29              | 6,44 %      |
| «Яблоко»                                     | 20              | 4,44 %      |
| Либерально-демократическая партия России     | 17              | 3,77 %      |

 Левые
 Консервативные центристы
 Либеральные центристы
 Правые

### Руководство
Председатель Государственной думы — Геннадий Селезнёв;
Первые заместители председателя Государственной думы — Любовь Слиска (Единство)
Заместители председателя Государственной думы —
- Аверченко Владимир (Народный депутат),
- Боос Георгий (ОВР),
- Жириновский Владимир (с 19 января 2000) (ЛДПР),
- Немцов Борис (16 февраля — 31 мая 2000) (СПС),
- Романов Петр (КПРФ),
- Лукин Владимир (с 16 февраля 2000) (Яблоко),
- Семигин Геннадий (КПРФ),
- Хакамада Ирина (с 31 мая 2000) (СПС),
- Чилингаров Артур (РР).

### Комитеты Государственной думы
В Государственной Думе III созыва существовали 28 постоянных комитетов и Мандатная комиссия, обладающая статусом Комитета. На постоянной основе действовала также Счетная комиссия и Комиссия по этике.
- Комитет по законодательству (П. В. Крашенинников)
- Комитет по государственному строительству (А. И. Лукьянов)
- Комитет по труду и социальной политике (В. Т. Сайкин)
- Комитет по бюджету и налогам (А. Д. Жуков)
- Комитет по кредитным организациям и финансовым рынкам (А. Н. Шохин)
- Комитет по экономической политике и предпринимательству (С. Ю. Глазьев)
- Комитет по собственности (В. А. Пехтин)
- Комитет по промышленности, строительству и наукоемким технологиям (Ю. Д. Маслюков)
- Комитет по энергетике, транспорту и связи (В. С. Катренко)
- Комитет по обороне (А. И. Николаев)
- Комитет по безопасности (А. И. Гуров)
- Комитет по международным делам (Д. О. Рогозин)
- Комитет по делам Содружества Независимых Государств и связям с соотечественниками (Б. Н. Пастухов)
- Комитет по делам Федерации и региональной политике (Л. А. Иванченко)
- Комитет по вопросам местного самоуправления (В. С. Мокрый)
- Комитет по Регламенту и организации работы Государственной Думы (Н. И. Локтионов)
- Комитет по информационной политике (К. В. Ветров)
- Комитет по охране здоровья и спорту (Н. Ф. Герасименко)
- Комитет по образованию и науке (И. И. Мельников)
- Комитет по делам женщин, семьи и молодежи (С. П. Горячева)
- Комитет по аграрным вопросам (В. Н. Плотников)
- Комитет по природным ресурсам и природопользованию (А. С. Беляков)
- Комитет по экологии (В. А. Грачев)
- Комитет по делам общественных объединений и религиозных организаций (В. И. Зоркальцев)
- Комитет по делам национальностей (А. Н. Ткачев)
- Комитет по культуре и туризму (Н. Н. Губенко)
- Комитет по проблемам Севера и Дальнего Востока (В. Н. Пивненко)
- Комитет по делам ветеранов (В. Г. Куликов)
- Мандатная комиссия (В. И. Севастьянов)
- Счетная комиссия (Р. Г. Гостев)
- Комиссия по этике (Г. И. Стрельченко)

### Депутатские объединения
- «Левые»: фракция КПРФ, Агропромышленная депутатская группа;
- «Центристы»: Единство (в 2003 году — «Единство-Единая Россия»), Отечество — Вся Россия (в 2003 году — «Отечество — Единая Россия»), Регионы России (депутатская группа), Народный депутат (депутатская группа);
- «Либералы»: Яблоко, СПС[8];
- «Правые»: ЛДПР (сформирована из депутатов, прошедших в Госдуму по списку «Блока Жириновского»).

## Известные депутаты
- Абрамович, Роман Аркадьевич
- Аверченко, Владимир Александрович
- Аксаков, Анатолий Геннадьевич
- Боос, Георгий Валентинович
- Брынцалов, Владимир Алексеевич
- Булавинов, Вадим Евгеньевич
- Буратаева, Александра Манджиевна
- Володин, Вячеслав Викторович
- Гартунг, Валерий Карлович
- Глазьев, Сергей Юрьевич
- Грызлов, Борис Вячеславович
- Губенко, Николай Николаевич
- Гудков, Геннадий Владимирович
- Дмитриева, Оксана Генриховна
- Жириновский, Владимир Вольфович
- Жуков, Александр Дмитриевич
- Зюганов, Геннадий Андреевич
- Карелин, Александр Александрович
- Кириенко, Сергей Владиленович
- Клинцевич, Франц Адамович
- Комиссаров, Валерий Яковлевич
- Куликов, Анатолий Сергеевич
- Лигачёв, Егор Кузьмич — старейший депутат
- Лукин, Владимир Петрович
- Мельников, Иван Иванович
- Морозов, Олег Викторович
- Невзоров, Александр Глебович
- Немцов, Борис Ефимович
- Пивненко, Валентина Николаевна
- Примаков, Евгений Максимович
- Райков, Геннадий Иванович
- Рогозин, Дмитрий Олегович
- Романов, Пётр Васильевич
- Рыжков, Николай Иванович
- Селезнёв, Геннадий Николаевич
- Семигин, Геннадий Юрьевич
- Скоч, Андрей Владимирович
- Слиска, Любовь Константиновна
- Степашин, Сергей Вадимович
- Титов, Герман Степанович
- Хакамада, Ирина Муцуовна
- Черномырдин, Виктор Степанович
- Чилингаров, Артур Николаевич
- Чуев, Александр Викторович
- Шаккум, Мартин Люцианович
- Шандыбин, Василий Иванович
- Шпорт, Вячеслав Иванович
- Явлинский, Григорий Алексеевич

## Коалиции
В истории работы Государственной думы 3 созыва в разное время работали две коалиции большинства, в обоих случаях сформировавшиеся по инициативе фракции «Единство». Первое большинство было образовано непосредственно после обнародования результатов голосования, во время подготовки к первому заседанию нового состава парламента. Фракции «Единство» и КПРФ, самые большие в Госдуме, заключили пакетное соглашение, в соответствии с которым разделили между собой высшие должности Думы и посты председателей парламентских комитетов. Часть постов досталась также образовавшимся депутатским группам — «Народный депутат», Агропромышленной группе и фракции ЛДПР. Поскольку для «Единства» главным было не допустить к рычагам управления парламентом своих главных на тот момент конкурентов — фракцию «Отечество-Вся Россия», коммунисты совершили раздел на выгодных условиях. Они сохранили за собой в том числе посты Председателя Государственной думы (Геннадий Селезнёв) и Руководителя аппарата парламента (Николай Трошкин), которые контролировали в Госдуме 2 созыва. В общей сложности, образовавшееся большинство разделило между собой 25 комитетов, оставив своим оппонентам только 4. Обделённые фракции ОВР, СПС и Яблоко активно протестовали против пакетного соглашения и покинули первое заседание парламента.
В процессе работы парламента произошла консолидация проправительственных сил вокруг президента Путина: было объявлено о слиянии общественных движений «Единство» и «Отечество», что привело к соответствующим изменениям в Думе. Сложилась новая коалиция большинства в составе фракций «Единство», ОВР, депутатских групп «Регионы России» и «Народный депутат». В апреле 2002 года вновь сформированное большинство провело чистку аппарата Думы (новым руководителем стал член группы «Регионы России» Александр Лоторев) и лишило коммунистов полученных в начале работы преференций. Они были лишены большинства руководящих постов. Это вызвало кризис внутри фракции КПРФ — Председатель Государственной думы Геннадий Селезнёв, а также руководители двух комитетов (Светлана Горячева и Николай Губенко) предпочли покинуть фракцию, но сохранить свои должности.